# 古普魯士語
古普魯士語是一種已經滅絕的西波罗的语支语言，属于印欧语系波罗的语族，曾經由普魯士地區（即後來的東普魯士，現在的東北部波蘭和俄羅斯加里寧格勒州）和波美拉尼亞東部地區的古普鲁士人使用。为了避免与德语的低地普鲁士方言及高地普鲁士方言混淆，这种语言常被称作古普鲁士语。大约在13世纪，古普鲁士语开始以拉丁字母书写，因而该语言的少量文学作品幸存下来。到了现代，出现了古普鲁士语复兴运动，甚至出现了以其为母语的家庭。:4–8

## 分类
古普鲁士语属于印欧语系波罗的语族，被认为是一种西波罗的语。
古普鲁士语与其他灭绝的西波罗的语支语言密切相关，后者包括苏多维亚语、西加林迪亚语，可能还包括斯卡尔维亚语和库尔斯语。:33一些语言学家认为西加林迪亚语和库尔斯语是古普鲁士语的方言。:15
古普鲁士语与立陶宛语和拉脱维亚语等东波罗的语支语言亦相关，与斯拉夫语族的关系则更远。比照“土地”一词：古普鲁士语  [zemē]，拉脱维亚语 ，立陶宛语 ，俄语  ()和波兰语 。
古普鲁士语含有来自斯拉夫语（如，古普鲁士语的“猎犬”[kurtis]，像立陶宛语的和拉脱维亚语的一样，源自斯拉夫语（比照乌克兰语, 、波兰语和捷克语））和日耳曼语（包括哥特语（古普鲁士语“锥子”、立陶宛语、拉脱维亚语）和斯堪的纳维亚语）的借词。

## 对其他语言的影响

### 日耳曼语
在普鲁士地区（或者说东、西普鲁士）使用的低地德语被称作低地普鲁士方言（参见高地普鲁士方言、高地德语）。其中保留了许多波罗的普鲁士语单词，例如“鞋”，这个词来自古普鲁士语，与通常低地德语中的（标准德语）不同，在高地普鲁士方言的高地次方言中亦是如此。
在1938年东普鲁士地名变更前，在当地仍可以找到源自古普鲁士语的河流名和地名，例如和。:137

### 波兰语
关于马祖里化——许多波兰语方言中齿龈咝音和龈后咝音的合并现象——的起源，一种假说认为它起源于马祖里的波兰化古普鲁士人的一个语言特征（见马祖里方言），并从那里传播开来。

## 历史

波罗的部落的大致分布，约公元1200年

### 原始使用区
除了普鲁士本身，古普鲁士人的原始领土可能还包括东波美拉尼亚的东部地区（维斯瓦河以东的一些地区）。在10世纪开始被罗斯人和波兰人征服，以及12世纪开始的日耳曼东扩之前，这种语言也可能在更远的东部和南部（该地区后来成为波利西亚和部分波德拉西亚）。:23:324

### 衰落
随着13世纪条顿骑士团征服了古普鲁士人的领地，以及随后波兰语，立陶宛语，特别是德语人口的涌入，古普鲁士语作为“被压迫人口的语言”经历了长达400年的衰落。:VII宗教改革期间及之后，来自德国、波兰、:115立陶宛、苏格兰、英格兰和奥地利（见萨尔茨堡新教徒）的人群在普鲁士避难。:1古普鲁士语在大约18世纪初绝迹，因为许多剩余的使用者在1709—1711年肆虐东普鲁士乡村和城镇的饥荒和腺鼠疫中丧生。

### 复兴

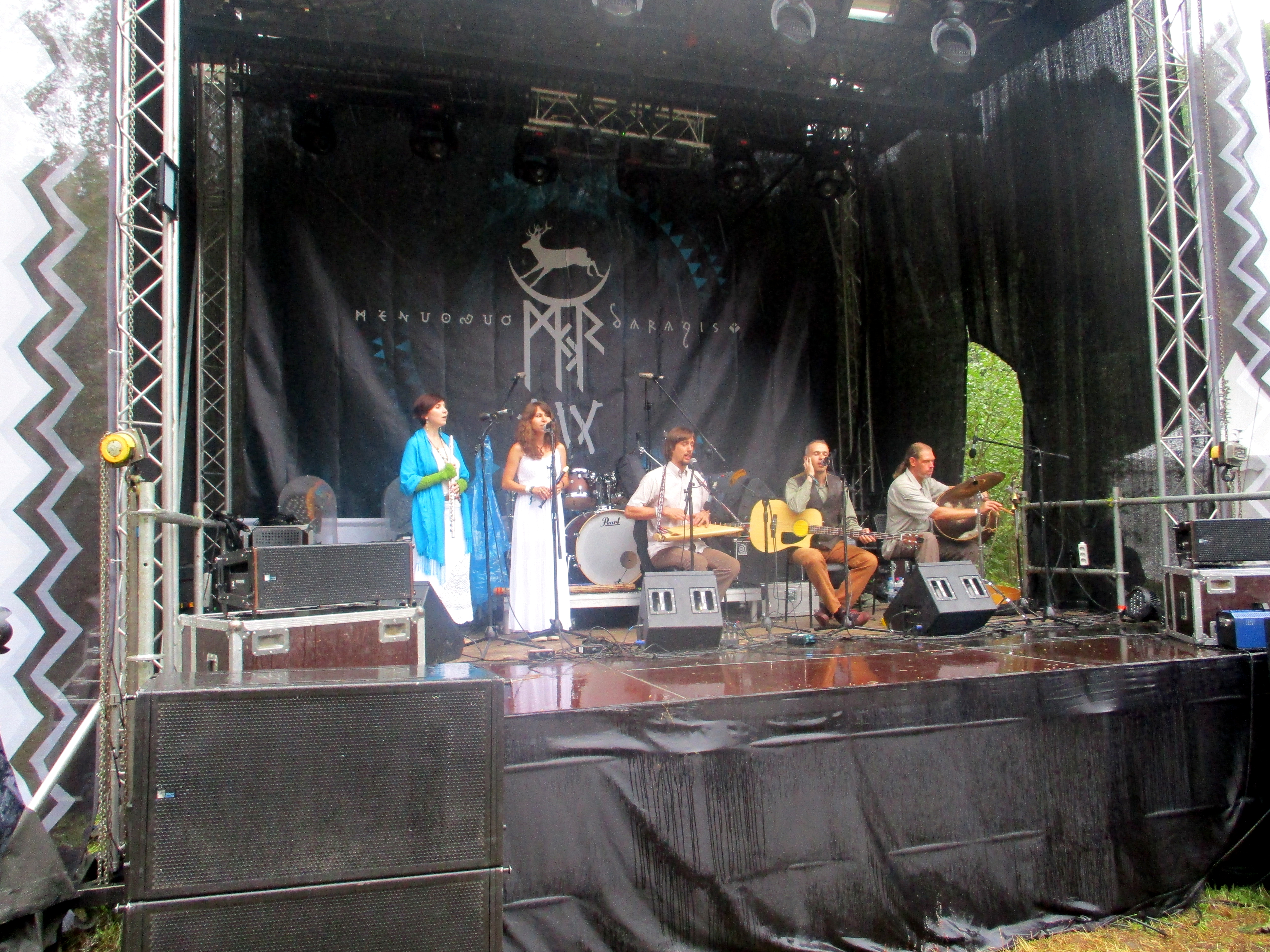
普鲁士后民谣乐队Kellan在立陶宛的波罗的文化节Mėnuo Juodaragis上表演

20世纪80年代，语言学家弗拉基米尔·托波罗夫和维陶塔斯·马吉乌利出于科学研究和人道主义姿态开始重建古普鲁士语。此后，一些爱好者在他们的基础上复兴该语言。:3–4
目前，大多数使用者居住在德国、波兰、立陶宛和俄罗斯加里宁格勒。此外，一些孩子以复兴后的普鲁士语为母语。:4–8
时至今日，复兴后的普鲁士语已经拥有了网站、在线词典、学习程序和游戏。安托万·德·圣埃克苏佩里的《小王子》被Pīteris Šātkis翻译成复兴后的普鲁士语，并于2015年由Prusaspirā协会出版。:4–7此外，一些乐队也使用该语言，其中最著名的是加里宁格勒的Romowe Rikoito乐队、Kellan乐队和Āustras Laīwan乐队。除此之外，还有立陶宛Kūlgrinda乐队于2005年发行的专辑《普鲁士赞美诗》（Prūsų Giesmės），1988年拉脱维亚的Rasa Ensemble，以及Valdis Muktupāvels在其2005年的清唱剧《Pārcēlātājs Pontifex》中有几个部分以普鲁士语演唱。

## 方言
埃尔宾词汇表和三篇教义问答中的音系、词汇和语法方面有着系统性差异。一些学者推测，这是因为它们记录的是不同的方言：:XXI-XXIIPomesan方言:25-89和萨姆兰方言。:90-220
两种方言的音系区别有：Pomesan方言中的ē在萨姆兰方言中是ī（“世界”）；Pomesan方言中的ō在萨姆兰方言中位于唇音后时是ū（“母亲”），或者在萨姆兰方言中变为ā（tōwis : tāws，“父亲”；，“兄弟”），这影响了阴性主格后缀-ā（“血”）。在Pomesan方言中，阳性主格后缀o弱化为-is；而在萨姆兰方言中，其为词中省略（“神”）。
两种方言的词汇差异包括（下文均为Pomesan方言 : 萨姆兰方言）： [zmoy]（参见立陶宛语žmuo）: ，“男人”； : ，“儿子”； :  [lauks]，“田野”。中性词在Pomesan方言中比在萨姆兰方言中更为常见。
其他人则认为教义问答是用苏多维亚化的普鲁士语写成的。因此，上述差异可以解释为另一门西波罗的语言苏多维亚语的特征。

## 音系

### 辅音
根据描述，普鲁士语拥有以下辅音：:16-28:62
|        |        | 唇音   | 唇音   | 齿音/ 龈音 | 齿音/ 龈音 | 龈后音 | 龈后音 | 软腭音 | 软腭音 | 声门音 |
| 不送气 | 硬腭化 | 不送气 | 硬腭化 | 不送气     | 硬腭化     | 不送气 | 硬腭化 |        |        | 声门音 |
| ------ | ------ | ------ | ------ | ---------- | ---------- | ------ | ------ | ------ | ------ | ------ |
| 爆发音 | 不送气 | p      | pʲ     | t          | tʲ         |        |        | k      | kʲ     |        |
| 爆发音 | 送气   | b      | bʲ     | d          | dʲ         |        |        | ɡ      | ɡʲ     |        |
| 擦音   | 不送气 | f      | f      | s          | sʲ         | ʃ      | ʃʲ     |        |        | h      |
| 擦音   | 送气   | v      | vʲ     | z          | zʲ         | ʒ      | ʒʲ     |        |        |        |
| 鼻音   | 鼻音   | m      | mʲ     | n          | nʲ         |        |        |        |        |        |
| 颤音   | 颤音   |        |        | r          | rʲ         |        |        |        |        |        |
| 近音   | 近音   |        |        | l          | lʲ         | j      | j      |        |        |        |

1. 1 2  /f/和/h/这两个音也存在于古普鲁士语中，但它们是否是该语言的辅音存在争议，因为它们不是立陶宛语和拉脱维亚语的辅音。[37]:28
2. 1 2 3 4  龈后擦音[ʃ, ʒ]也有记录，通常采用德语正字法式的⟨sch⟩。[37]:27它们在Pomesan方言中是同位异音/s/或/z/，但在萨姆兰方言中是不同的因素。[11]:101

有说法认为除了/j/以及可能的/ʃ/和/ʒ/以外，古普鲁士语几乎所有的辅音都存在腭化现象（即[tʲ]、[dʲ]）。:26:348腭化是否构成音位尚不清楚。:62
除了腭化之外，古普鲁士语几乎完全保留了原始波罗的语的辅音。唯一假设的变化是原始波罗的语的/ʃ, ʒ/演变为古普鲁士语的/s, z/，之后原始波罗的语的/sj/演变为/ʃ/。:61-62:348-349

### 元音
以下描述基于Schmalstieg的语音分析：
|        |        | 前元音 | 前元音 | 央元音 | 央元音 | 后元音 | 后元音 |
| 短     | 长     | 短     | 长     | 短     | 长     |        |        |
| ------ | ------ | ------ | ------ | ------ | ------ | ------ | ------ |
| 闭元音 | 闭元音 | i      | iː     |        |        | u      | uː     |
| 中元音 | 中元音 | e      | eː     |        |        |        | oː     |
| 开元音 | 开元音 |        |        | a      | aː     |        |        |

- /a, a:/亦可被重构为[ɔ, ɔ:]
- /oː/并未被普遍接受，如Levin (1975)[39]

#### 双元音
Schmalstieg提出了三种原生双辅音：:19-20
|        | 前元音 | 后元音 |
| ------ | ------ | ------ |
| 中元音 | ei     |        |
| 开元音 | ai     | au     |

- /au/也可被构拟为腭化辅音后的后开元音[eu]。
- /ui/出现在单词中，该词被认为是一个借词。

## 语法
由于其他残留文献仅是单词列表，古普鲁士语的语法主要根据三篇教义问答进行重建。:ix

### 名词

#### 性
古普鲁士语保留了原始波罗的语的中性。因此，它具有三种性（阴性、中性、阳性）。（pp. 41-42; 47）（p. 40）:355-356

#### 数
大多数学者均认为古普鲁士语具有两种数，单数和复数，:41-42; 47:40:353而有些人认为在现存的语料库中能够识别出双数的残余。:198

#### 格
学界对古普鲁士语的格数没有达成共识。学者至少确定了四种格：主格、属格、宾格和与格，它们有着不同的后缀。:171-197:356:40大多数学者认为，古普鲁士语有呼格的残余，如在短语“神，主啊”，反映其继承了原始印欧语的呼格结尾 *-e，:251:109与仅有o词干的主格形式不同。:356
一些学者发现了工具格，:197而传统观点则认为古普鲁士语不存在工具格。:356此外，该语言可能还有方位格，例如（在晚上）。:356

#### 名词词干
变格类别分别是a词干（亦称o词干）、(i)ja词干（亦称(i)jo词干）、ā词干（阴性）、ē（阴性）、i词干、u词干和辅音词干。:66-80:41-62:357:42-43有些人将ī/jā词干列为单独的词干；:66-80:41-62而另一些则将jā纳入ā词干中，并根本未提及ī词干。:37

### 形容词
古普鲁士语有三个形容词词干（a词干、i词干、u词干），其中只有第一个与名词的性配合。:360:63-65
古普鲁士语的形容词有比较级和最高级的形式。:65-66:360-361

### 动词形态学
现在时、将来时和过去时，祈愿语气、不定式和四个分词（主动/被动，现在/过去）的存在都得到了证明。:211-233

### 正写法
古普鲁士语的正写法依作者而异。由于许多资料的作者本身并不精通古普鲁士语，因此他们使用母语的正写法拼写听到的单词。例如，对/s/和/z/均使用⟨s⟩就是基于德语正写法。此外，一些作者误解了一些音素，而且在抄写手稿时，他们添加了更多错误。:63:337

## 古普鲁士语语料库

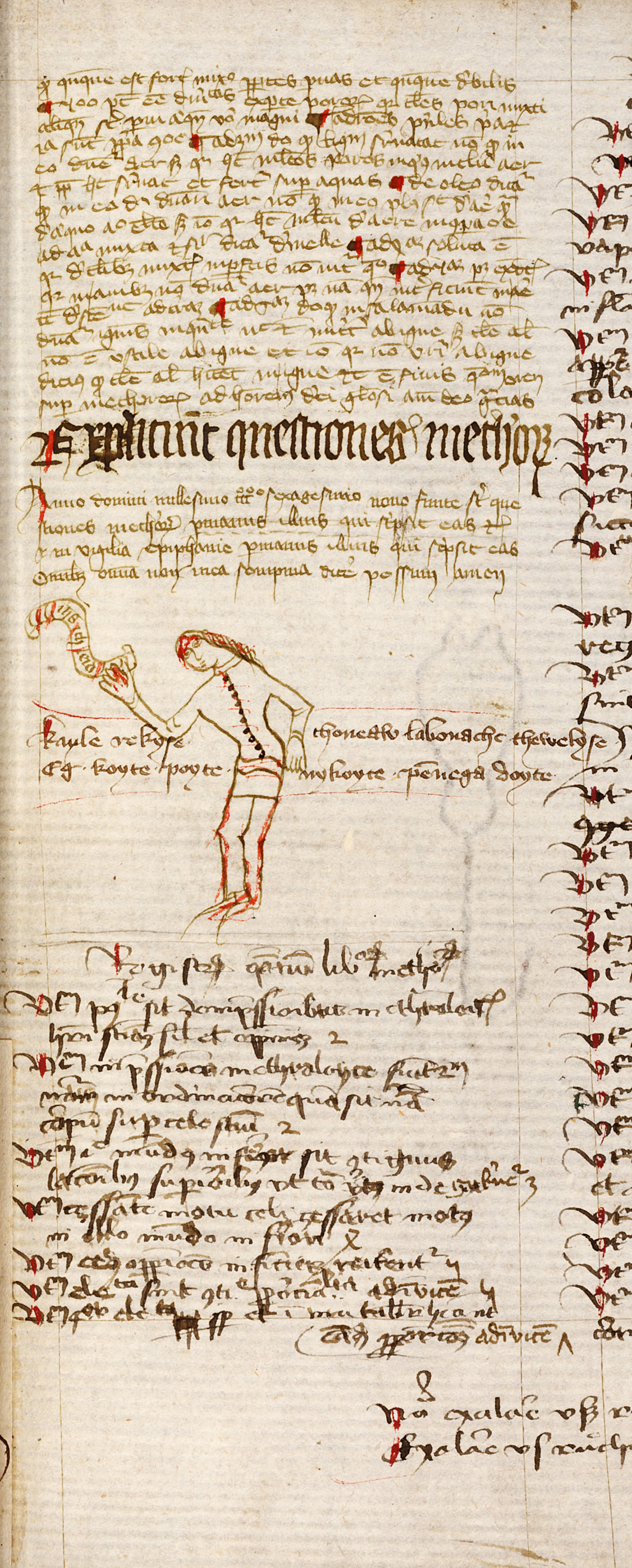
巴塞尔铭文——古普鲁士语和波罗的诸语的已知最早的铭文，14世纪中叶

### 专名学
在（波罗的）普鲁士地区有着普鲁士语的地名和水文名。1922年，Georg Gerullis在Walter de Gruyter的帮助下撰写并出版了Die altpreußischen Ortsnamen（《古普鲁士地名》），在其中对这些地名进行了第一次基础研究。
另一个来源则是人名。

### 来自其他语言的证据
古普鲁士语词汇的另一来源是东西普鲁士德语方言中的地方话，拉脱维亚语中源自库尔斯语的词汇，以及立陶宛语和白俄罗斯语中的西波罗的地方话。:4

### 词汇
已知有两份文件记载了古普鲁士语词汇。较早的一份由条顿骑士团历史学家西蒙·格鲁瑙撰写，包含100个单词（版本差异很大）。他还记录了一句话：（“（这是）我们的主，我们的主”）。该词汇表是1517—1526年左右编撰的《普鲁士编年史》的一部分。:XXV-XXVI
另一份则是所谓的埃尔宾词汇表，它由802个按主题排序的单词及其德语对应词组成。来自马林堡的Peter Holcwesscher在1400年左右复制了这份手稿；其原件则可以追溯至14世纪初或13世纪末。1825年，诺伊曼神父从他在埃尔宾商人A. Grübnau的遗产中获得的手稿里发现了它；因而这份文件被称作《诺伊曼古抄本》（Codex Neumannianus）。:7-8:4

### 零散文本
在各种历史文献中可以找到单独的词汇。:4
以下片段通常被认为是古普鲁士语，但实际上可能是立陶宛语（但至少是一门西波罗的语支的语言，只是归属尚未明确）：
1. 1853年的一句格言：。第二个分句中的对应于立陶宛语的将来时 （“将给予”）
2. （“罢工！罢工！”）

#### 零散的主祷文
此外，还有一份手稿片段记录了古普鲁士语的《主祷文》第一句，大约写于15世纪：:437

#### 马勒蒂乌斯的《苏多维亚之书》
维陶塔斯·马吉乌利列出了Hieronymus Maletius在16世纪中叶的《苏多维亚之书》中记录的另外几个版本的零碎文本。帕尔迈蒂斯则认为它们是苏多维亚语。:7; 437
1. （“快跑，快跑，魔鬼！”）
2. （“你好，我们的朋友！”）
3. ——祝酒词，重建为（直译为“一个接一个的健康，一个人接一个人！”）
4. （“车夫在这里驾车，车夫在这里驾车！”）
5. ——亦记录为、（“哦，我亲爱的圣火！”）

### 完整文本
除了下面列出的文本外，还有几篇由在布拉格和立陶宛大公布陶塔斯·科斯图泰提斯工作的普鲁士誊抄员撰写的尾页。

#### 巴塞尔警句
所谓的巴塞尔警句是现存最古老的古普鲁士语句子（1369年）。:33-35它写道：

| Kayle rekyse thoneaw labonache thewelyse Eg koyte poyte nykoyte pênega doyte | 干杯，先生！ 你已经不是一个好的小同志了 如果你想喝酒 （但）不想给一分钱！ |

这个滑稽的铭文很可能是一位在布拉格（查理大学）学习的普鲁士学生创造的；由Stephen McCluskey (1974)在手稿MS F.V.2（尼科尔·奥雷姆的物理学书籍《关于天气的问题》）中找到，该文献为对开页，63r，藏于巴塞尔大学图书馆。

#### 教义问答
保存最长的古普鲁士语文本是分别于1545年、1545年和1561年在柯尼斯堡印刷的三篇教义问答。前两篇只有6页古普鲁士语文本——第二篇是对第一篇的更正。第三篇教义问答，或称Enchiridion，由132页文本构成，是有一名叫阿贝尔·维尔的德意志神职人员和他的普鲁士助手保罗·梅戈特翻译的小教义问答书。维尔本人对古普鲁士语知之甚少；而他的口译员则可能不识字，但据维尔的说法，他的古普鲁士语说得相当好。文本本身主要是逐字翻译，维尔用语音记录了梅戈特的口译。正因如此，Enchiridion表现出许多不规则性，例如在涉及冠词和名词的短语中缺乏大小写一致性。这些文本逐词翻译自德语原文，而非采用古普鲁士语的语法。:XXVII:8-9

#### 克里特的踪迹
《克里特的踪迹》是哈尼亚的一位波罗的作家在威尼斯的保罗的Logica Parva手稿中添加的一首短诗。

| Atonaige maian meilan am ne wede maianwargan Thaure ne ſtonais po pieſ pievſſenabdolenai galei ragai Stonais po leipen zaidiant acha peda bete medde | Stand under the May tree willingly/dear – the May tree does not bring you to misery Aurochs, do not stand under the pine tree – horns bring death, Stand under the blooming linden tree – the bee brings honey here. |

## 示例文本
古普鲁士语主祷文（来自所谓的“第一教义问答”）:118, 122:4
西蒙·格鲁瑙之后的主祷文（库尔斯语）:297:XV
Prätorius之后的主祷文（库尔斯语）:703
因斯特堡立陶宛方言的主祷文 (Prediger Hennig):707
纳德鲁维亚立陶宛方言的主祷文，损坏的 (Simon Praetorius):708

## 外部連結
- Database of the Old Prussian Linguistic Heritage （页面存档备份，存于） (Etymological Dictionary of Old Prussian (in Lithuanian) and full textual corpus)
- Frederik Kortlandt: Electronic text editions （页面存档备份，存于） (contains transcriptions of Old Prussian manuscript texts)
- M. Gimbutas Map Western Balts-Old Prussians
- Vocabulary by a friar Simon Grunau （页面存档备份，存于）
- Elbing Vocabulary （页面存档备份，存于）